# 4098 Thraen
4098 Thraen este un asteroid din centura principală, descoperit pe 26 noiembrie 1987, de Freimut Börngen.